# Henckelia taeniophylla
Henckelia taeniophylla är en tvåhjärtbladig växtart som beskrevs av Brian Laurence Burtt. Henckelia taeniophylla ingår i släktet Henckelia och familjen Gesneriaceae. Inga underarter finns listade i Catalogue of Life.